# Vodenjak (mitologija)
Vodenjak, poznat i kao Vodanoj, zloćudno je biće u slavenskoj mitologiji koje obitava u rijekama, močvarama i jezerima u okolici mlinova i mostova ili u virovima. Prema nekim predajama, vodenjaci mame ljude i stoku u dubine vode kako bi ih utopili, dok ih prema drugim utapaju sami. Smatra se da se utopljene osobe, u nekim predajama specifično nerođena djeca u utrobi utopljene majke, pretvaraju u vodenjake nakon smrti. Vodenjak prema tome može biti vrsta duha ili živi mrtvac.
Vodenjaka se u Podravini i Bilogori opisuje kao odraslog čovjeka. Prema predaji, na tlu nosi zeleno »gospodsko odijelo« i čarobni štap, dok je u vodi gol, zelene kože prekrivene sivo-zelenim dlakama.
Vid Balog u svom djelu Hrvatska bajoslovlja vodenjake opisuje kao vodene duhove koji utapaju ljude kako bi ih učinili svojim slugama, a duše im zatvaraju u glinene vrčeve.

## Vrste
U podravskoj predaji postoji nekoliko vrsta bića koje se može smatrati vodenjacima:
- »dravska neman« ili drafski ftoplenik, koji se pretvara u labuda kako bi primamio i oteo samotne djevice s polja u okolici Drave, što čini točno u podne. Opisuje se kao biće nalik čovjeku, ali sa šibljem umjesto kože.
- »vodeni čovjek«, gotovo identičan arhetipskom vodenjaku, no izvan vode nosi velik šešir sa širokim obodom te navještava nesreću.
- »astermant« ili potopljenik, također gotovo identičan arhetipskom vodenjaku, no na tlu zauzima lik dječaka u zelenoj odjeći koji nosi šiljastu kapu.

Balog pak ftoplenike opisuje kao žrtve, odnosno sluge vodenjaka. Prema toj predaji, ftoplenicima postaju osobe koje se kupaju u zoru, sumrak ili u podne, osobito u vodama obraslim vodenim biljkama.